# Il Macigno
Il Macigno és una òpera en dos actes del compositor italià Victor de Sabata amb llibret d'Alberto Colantuoni. L'òpera va ser estrenada el 31 de març 1917, al Teatro alla Scala de Milà. Per a una actuació a Torí en 1935, l'òpera va ser renombrado Driada i es divideix en tres actes. La puntuació va ser destruït durant la Segona Guerra Mundial al bombardeig de Milà en 1943. Només es conserven una partitura de piano i el llibret.

## Números musicals
Acte 1
- Preludio e Introduzione: Chi gunge per Santa Palazia? (Cor, Lionetta, Martano)
- Empirò la tua soglia (Lionetta, Driada, Cor)
- Fiata il vespro sui clivi (Cor)
- Driada, Driada! (Martano, Driada, Búttaro)
- Posa il tuo ferro (Gian della Tolfa, Cor, Martano)
- Per la sera fasciata (Driada, Ibetto)
- A la catasta! (Martano, Driada, Ibetto)

Acte 2, Parte 1
- Levata, s'è la stella – Driada (Ibetto, Driada)
- Scendono! – E la pieve rintocca a mattutino (Lionetta, Donne)
- Genti del monte (Gian della Tolfa, Priore, Cor)
- Falce, mia falce! – (Martano)
- Orsù disciogliete l'abbraccio! (Gian della Tolfa, Martano, Cor, Allodio Fosca, Gancitello)

Acte 2, Parte 2 (Acte 3)
- Giunto sei? (Gianni Ocricchio, Gabaldo di Norcia, Smozzato, Fusco Cammarese, Ibetto)
- Immota sei ma viva, creatura?! (Ibetto, Driada)
- Ah no! È febbre! Follia! (Ibetto, Driada, Martano, Cor)